# Energiesicherungsgesetz
Das Energiesicherungsgesetz (EnSiG) ist ein deutsches Bundesgesetz zur Energiesicherheit. Es gehört zu den Sicherstellungs- und Vorsorgegesetzen. Es wurde unter dem Eindruck der hohen Einfuhrabhängigkeit bei Erdöl, Erdölerzeugnissen und Erdgas und der daraus folgenden Ölkrise 1973 erlassen.

## Neufassung von 1975
Das Gesetz folgte der Konzeption des Energiesicherungsgesetzes von 1973, das bis zum 31. Dezember 1974 befristet war. Nach wie vor war die Sicherheit der Energieversorgung in der Bundesrepublik in erster Linie durch mögliche Gefährdungen oder Störungen der Einfuhr von Mineralöl und Erdgas bedroht. Das Gesetz enthielt deshalb einen Krisenmechanismus, dessen Anwendung vom Vorliegen derartiger extern verursachter Störungen abhing.
Im Einzelnen sahen §§ 1 bis 3 EnSiG 1975 den Erlass von Rechtsverordnungen durch die die Bundesregierung vor, um den vielfältigen Schwierigkeiten, wie sie im Falle einer Versorgungskrise für die Wirtschaft sowie für den öffentlichen und privaten Bereich auftreten können, zu begegnen. Voraussetzung war, dass marktgerechte Maßnahmen zur Überwindung der Versorgungsstörungen nicht ausreichten.

## Gesetz zur Änderung des Energiesicherungsgesetzes vom 20. Mai 2022
Durch eine Gesetzesänderung wurden mit Wirkung zum 22. Mai 2022 über das Verordnungsrecht hinaus besondere Maßnahmen zur Sicherung der Energieversorgung geschaffen. Möglich ist seitdem eine Treuhandverwaltung über Unternehmen der Kritischen Infrastruktur und als Ultima Ratio die Enteignung. Des Weiteren wurde die Möglichkeit für Preisanpassungen bei verminderten Gasimporten vorgesehen.

### Treuhandverwaltung
Nach § 17 EnSiG besteht die Möglichkeit, „[e]in Unternehmen, das […] Kritische Infrastrukturen im Sinne von § 2 Absatz 10 des BSI-Gesetzes im Sektor Energie betreibt, […] unter Treuhandverwaltung [zu stellen], wenn die konkrete Gefahr besteht, dass ohne eine Treuhandverwaltung das Unternehmen seine dem Funktionieren des Gemeinwesens im Sektor Energie dienenden Aufgaben nicht erfüllen wird, und eine Beeinträchtigung der Versorgungssicherheit droht“.
Kurz nach Inkrafttreten der Änderungen am 4. April 2022 wurde auf Anordnung des Bundesministeriums für Wirtschaft und Klimaschutz die Bundesnetzagentur als Treuhänderin über Gazprom Germania GmbH eingesetzt. Das geschah allerdings nicht über diese neu geschaffenen Möglichkeiten, sondern aufgrund von § 6 des Außenwirtschaftsgesetzes (AWG). Erstmals auf Grundlage von § 17 EnSiG stellte das Bundeswirtschaftsministerium mit Wirkung ab dem 16. September 2022 die deutschen Tochtergesellschaften von Rosneft, zunächst befristet auf sechs Monate, unter die Treuhandverwaltung der Bundesnetzagentur.

### Enteignung
§ 18 EnSiG ermöglicht die Enteignung von diesen Unternehmen, wenn die Treuhandschaft nicht ausreicht, um die Versorgungssicherheit aufrechtzuerhalten. Es ist nach dem Verkehrswert des Enteignungsgegenstandes zu entschädigen (§ 21 EnSiG). Die Höhe der Entschädigung wird in einer Rechtsverordnung nach § 19 Abs. 1 EnSiG oder durch das Bundeswirtschaftsministerium im Einvernehmen mit dem Bundesministerium der Finanzen gesondert bekannt gemacht. Über die Gültigkeit von Rechtsverordnungen nach § 19 entscheidet das Bundesverwaltungsgericht im ersten und letzten Rechtszug (§ 22 Abs. 1 EnSiG).

### Preisanpassungsrechte
Die Bundesnetzagentur kann  die Alarm- oder Notfallstufe des Notfallplans Gas ausrufen, wenn sie feststellt, dass erheblich weniger Gas nach Deutschland importiert wird. In einer solchen Gasmangellage erlaubt
§ 24 Abs. 1 EnSiG allen betroffenen Energieversorgungsunternehmen entlang der Lieferkette, ihre Gaspreise gegenüber ihren Kunden auf ein „angemessenes Niveau“ anzupassen. Eine Erhöhung um mehr als die Mehrkosten der Beschaffung wird als „nicht angemessen“ im Gesetz ausgeschlossen.
Zwar hat das Bundesministerium für Wirtschaft am 23. Juni 2022 nach Abstimmung innerhalb der Bundesregierung die Alarmstufe des Notfallplans Gas ausgerufen, aber darauf verzichtet, die sofortige Weitergabe von Preiserhöhungen durch die Gasversorgungsunternehmen zu erlauben. Der Markt solle weiter beobachtet werden.

### Gasumlage (wurde nicht umgesetzt)
Auf Grundlage von § 26 des Energiesicherungsgesetzes und § 1 der Gaspreisanpassungsverordnung (GasPrAnpV) sollte befristet vom 1. Oktober 2022 bis zum 1. April 2024 eine Gasbeschaffungsumlage erhoben werden.
Die Gasumlage ist eine Abgabe, die bei jeder privaten oder gewerblichen Nutzung von Gas zusätzlich zu zahlen ist. Die daraus resultierenden Einnahmen sollen an Unternehmen fließen, die durch den Ausfall russischer Erdgaslieferungen und die notwendige Ersatzbeschaffung bei den aktuell stark erhöhten Gaspreisen hohe Beschaffungskosten haben. Betroffene Unternehmen können sich hierfür registrieren lassen. Bei Erfüllen der Voraussetzungen können sie ab dem 1. Oktober 2022 90 Prozent ihrer Kosten aus der Ersatzbeschaffung wegen ausgefallener russischer Gaslieferungen für die Umlage anmelden. Verluste aus der Ersatzbeschaffung vor dem 1. Oktober 2022 tragen die Importeure zu 100 Prozent selbst.
Die entsprechende Verordnung wurde am 8. August 2022 im Bundesanzeiger veröffentlicht und trat am Folgetag in Kraft. Übergreifendes Ziel ist es, die Marktmechanismen und Lieferketten so lange wie möglich aufrechtzuerhalten und Insolvenzen von Gashändlern und Dominoeffekte in der Lieferkette der Energiewirtschaft zu verhindern. Ob die Umlage auch für Festpreisverträge gilt, die keine zusätzlichen Umlagen oder Erhöhungen zulassen, wird zurzeit noch geprüft. Die Höhe der Gas-Sicherungsumlage beträgt 2,419 Cent je Kilowattstunde Gas, teilte die Trading Hub Europe am 15. August 2022 mit.
Die Umlage wird monatlich abgerechnet (§ 6 GasPrAnpV) und kann alle drei Monate angepasst werden (§ 4 Abs. 4 GasPrAnpV).
Die zwölf Gasimporteure, die Ersatzbeschaffungskosten von zusammen 34 Milliarden Euro für die Umlageperiode von Anfang Oktober bis Ende März angemeldet haben, sind nach Angaben von Trading Hub Europe: AXPO Solutions AG, DXT Commodities S.A. (Tochtergesellschaft der Duferco), EWE Trading GmbH (nur bis Jahresende), ENET Energy SA, Gunvor Group Ltd., RWE Supply & Trading GmbH, OMV Gas Marketing & Trading Deutschland GmbH, SEFE Marketing & Trading Ltd (frühere Gazprom Germania), Uniper SE, Vitol SA, VNG Handel & Vertrieb GmbH (EnBW-Tochtergesellschaft) und WIEH GmbH (Schwestergesellschaft von Wingas). Etwa zwei Drittel des Umlagetopfes hat die in finanzielle Schieflage geratene Uniper beantragt. RWE und Shell Deutschland haben erklärt, auf die Einnahmen aus der Umlage zu verzichten.
Auf die Umlage ist Mehrwertsteuer zu entrichten. Welcher Prozentsatz und ob die Steuer durch eine anderweitige Entlastung ausgeglichen werden kann und soll, war zunächst unklar. EU-Wirtschaftskommissar Paolo Gentiloni hatte dazu vier Vorschläge unterbreitet. Am 18. August 2022 erklärte Bundeskanzler Scholz, dass bis Ende März 2024 die Umsatzsteuer auf Gaslieferungen insgesamt auf den ermäßigten Satz von 7 Prozent gesenkt werden soll.

#### Kritik an der Gasumlage
Gegen die Umlage wird eingewandt, dass einen Teilausfall der Gasversorgung alle zu spüren bekämen, die Aufrechterhaltung der Gasversorgung jedoch nur von den Haushalten finanziert werden soll, die Gas nutzen – also etwa die Hälfte. Die Gasumlage treffe die Gaskunden zudem zusätzlich zu den Marktpreisen, die sich während des russischen Krieges im Ukrainegebiet verdoppelt bis verdreifacht haben und dadurch bereits eine starke Belastung für die Bürger darstellten. Kritisiert wurde zudem, dass die Konzerne, welche selbst in der Vergangenheit eine Diversifizierung ihrer Gasquellen versäumt hatten, nun die Mehrkosten einfach auf alle Bürger umlegen könnten, während die Gewinne für das jahrelang billige russische Gas bei den Anbietern verblieben (siehe auch Übergewinnsteuer). Dies laufe nach dem Prinzip „die Gewinne den Konzernen, die Verluste uns allen“. Ferner sei die Umlage nicht an Bedingungen für die Gaskonzerne geknüpft. Die Erhebung der Umlage ist nach Presseberichten bei Festpreisverträgen nach aktueller Rechtslage nicht möglich. Nach Schätzungen betrifft das ein Viertel aller Verträge. Somit würden nicht alle Gaskunden in Deutschland gleich belastet.
Ende August 2022 kam ein Gutachten der Wirtschaftskanzlei Raue, das die Kanzlei unter anderem dem Bundeswirtschaftsministerium geschickt hat, zu dem Ergebnis, dass die Gasumlage verfassungswidrig sei. Es sei zum einen zweifelhaft, ob die Gasumlage überhaupt ihren wesentlichen Zweck erfüllen kann, zu verhindern, dass es zu erheblichen Preissteigerungen durch Insolvenzen von Gasimporteuren kommt. Zum anderen würden von der Umlage auch Unternehmen profitieren, die nicht von einer wirtschaftlichen Schieflage bedroht sind. Das Gutachten umfasst drei Seiten und kommt zudem zum Ergebnis, die Umlage stelle eine nicht genehmigte Beihilfe dar und verstoße damit gegen Europarecht. Mehrere Staatsrechtler sehen dagegen keine Verfassungswidrigkeit.
In Reaktion auf die Kritik soll am 14. September 2022 eine neue Verordnung beschlossen werden, mit der Unternehmen, die durch die Kosten der Ersatzbeschaffung nicht in wirtschaftliche Not geraten, von der Umlage ausgeschlossen werden sollen.
Laut taz wächst die Kritik an der Hilfe für Gasimporteure. Die Trading Hub Europe GmbH hat die Namen sämtlicher Gasimporteure veröffentlicht, die Unterstützung beantragt hatten. Bundeswirtschaftsminister Habeck (Grüne) hat die Gasumlage dahingehend begründet, „dass Unternehmen pleitegehen würden, wenn sie wegen der Lieferausfälle bei russischem Gas hohe Mehrkosten hätten, diese aber wegen langfristiger Verträge nicht weitergeben können“. Laut taz hat das Unternehmen Uniper Verluste im Milliardenbereich verzeichnet, jedoch trifft dies für viele Unternehmen, die in der veröffentlichten Liste genannt sind, nicht zu.
Die sog. Gasumlage stellt ein rechtlich höchst fragwürdiges Konstrukt des Gesetzgebers dar, weil sie wie eine Vereinbarung zu Lasten Dritter wirkt – die in einem Vertragsverhältnis zwischen Parteien stets unwirksam ist.
Der Gesetzgeber und die Versorgungswirtschaft haben sich darauf geeinigt, dass Letztere zur Insolvenzvermeidung bzw. Sicherstellung der weiteren Geschäftstätigkeit eine Ausgleichszahlung bekommt, die der Gesetzgeber aber nicht eigenverantwortlich aus eigenen Mitteln (Staatshaushalt) bestreitet, sondern die zu Lasten Dritter (der Gesamtheit der nicht begünstigten Unternehmen sowie der privaten Verbraucher) gewährt wird und somit in deren Interessensphäre eingreift, ohne dass diese Dritten dazu gehört worden sind oder deren Zustimmung vorliegt. Somit eine klare Regelung zweier Parteien zu Lasten Dritter, die im normalen rechtsgeschäftlichen Verkehr sicher unverzüglich angegriffen und für unwirksam erklärt würde.
Diesem Gedanken folgend wäre es zur weiteren Aufrechterhaltung der Geschäftstätigkeit der betroffenen Unternehmen notwendig, die – unzulässige – Belastung Dritter dadurch zu beenden, dass die die Ausgleichszahlung gewährende Partei – der Gesetzgeber – die sich daraus ergebenden Belastungen auch aus – eigenen – Mitteln des Staatshaushaltes trägt. Solange das nicht erfolgt, ist die Gasumlage als mit geltendem Recht nicht vereinbar anzusehen. Kritisiert wurde zudem, dass die Konzerne, welche selbst in der Vergangenheit eine Diversifizierung ihrer Gasquellen versäumt hatten, nun die Mehrkosten einfach auf alle Bürger umlegen könnten, während die Gewinne für das jahrelang billige russische Gas bei den Anbietern verblieben (siehe auch Übergewinnsteuer). Dies laufe nach dem Prinzip „die Gewinne den Konzernen, die Verluste uns allen“. Ferner sei die Umlage nicht an Bedingungen für die Gaskonzerne geknüpft.

### Gas- und Strompreisbremse
Ende September 2022 beschloss das Bundeskabinett, die Erhebung der Gasumlage per Verordnung zurückzuziehen und stattdessen eine befristete Gaspreisbremse einzuführen. Die Verordnung trat mit Rückwirkung zum 9. August 2022, dem Datum des Inkrafttretens der zurückgezogenen Gasumlage, am 4. Oktober 2022 in Kraft. Speziell für die finanziell tatsächlich angeschlagenen Gasimporteure Uniper, Sefe und VNG sollen maßgeschneiderte direkte Hilfsmaßnahmen entwickelt werden. Die Umsatzsteuer auf Gaslieferungen über das Erdgasnetz wird vom 1. Oktober 2022 bis zum 31. März 2024 von 19 % auf 7 % ermäßigt; das Gleiche gilt auch für Fernwärme. Als weitere Maßnahme wurde eine Strompreisbremse für Verbraucherinnen und Verbraucher sowie alle Unternehmen eingeführt. Dafür sollen die Zufallsgewinne jener Kraftwerke zur Stromerzeugung abgeschöpft werden (siehe Übergewinnsteuer), die ohne Gas betrieben werden und derzeit aufgrund des hohen Strompreises hohe Zusatzgewinne erzielen. Zudem soll das Angebot an Energie erhöht werden, indem erneuerbare Energien verstärkt ausgebaut, Kohleverstromung wieder mehr genutzt, in den Import von Flüssigerdgas (LNG) investiert und die Laufzeit von zwei Kernkraftwerken befristet verlängert werden sollen. Das Gesamtpaket hat ein Volumen von bis zu 200 Milliarden Euro. 
Für die Klärung der Frage, in welcher Form die Gaspreisbremse umgesetzt wird, wurde eine Unabhängige Kommission Erdgas und Wärme unter gemeinsamem Vorsitz von Veronika Grimm, Siegfried Russwurm und Michael Vassiliadis eingerichtet. Sowohl bei der Gas- als auch bei der Strompreisbremse soll nur ein Basiskontingent subventioniert werden, um einen Anreiz zum Energiesparen zu setzen. Als Erfinderin dieses Instruments gilt die Ökonomin Isabella M. Weber zusammen mit Sebastian Dullien. Die Finanzierung des Pakets erfolgt über ein Sondervermögen, den seit der Wirtschaftskrise 2020/2021 bestehenden Wirtschaftsstabilisierungsfonds (WSF). Der Bund soll mittels Kreditaufnahme 50 % übernehmen, über die durch das Entlastungspaket erhoffte Senkung der Inflation soll das Paket von den Ländern mitgetragen werden. Trotz der Aufnahme neuer Kredite werde die Schuldenbremse 2023 eingehalten, weil die neuen Kredite dem noch laufenden Jahr 2022 zugerechnet werden.
Die für den Staat durch die Preisbremsen entstandenen Kosten fielen geringer aus als erwartet. Im Bundeshaushalt 2023 waren hierfür laut Zahlen des Wirtschaftsministeriums 83,3 Milliarden Euro eingeplant, jedoch wurden bis Stand Ende Oktober 2023 nur 31,2 Milliarden Euro verausgabt. Darunter 11,1 Milliarden Euro für die Gaspreisbremse an die Lieferanten, 11,6 Milliarden Euro für die Strompreisbremse, 4,8 Milliarden Euro für eine Erdgas-Soforthilfe sowie 3,7 Milliarden Euro Zuschüsse für Netzentgelte.

## Kurzfristenergieversorgungssicherungsmaßnahmenverordnung
Die auf Grundlage des EnSiG erlassene Kurzfristenergieversorgungssicherungsmaßnahmenverordnung (EnSikuMaV) regelte vom 1. September 2022 bis 15. April 2023 Energieeinsparmaßnahmen für Wohnräume, Schwimm- oder Badebecken, Nichtwohngebäude und Baudenkmäler sowie für Unternehmen (§ 1 EnSikuMaV). Sie war zunächst bis zum 28. Februar 2023 (§ 13 EnSikuMaV) befristet, wurde aber bis zum 15. April 2023 verlängert. Unter anderem durften private Pools nicht beheizt (§ 4 EnSikuMaV) und bestimmte Einstellungen für Höchsttemperaturen in öffentlichen Gebäuden nicht überschritten (§ 6 EnSikuMaV) werden. Beleuchtete Werbemittel durften in der Zeit von 22 Uhr bis 16 Uhr (siehe aber unten) nicht betrieben werden (§ 11 EnSikuMaV). Ziel der Verordnung war es, durch die Energieeinsparungen dazu beizutragen, den Eintritt einer Notfallsituation in den Wintern 2022/23 und 2023/24 zu vermeiden. Da die Verordnung keine Geldbußen vorsah, wurden keine Kontrollen durchgeführt.
Die Novelle vom 29. September 2022 stellte klar, dass die Beleuchtung anlässlich traditioneller und religiöser Feste vom Beleuchtungsverbot in § 8 EnSikuMaV ausgenommen ist. Sie erlaubte den Betrieb beleuchteter Werbeanlagen wieder ab 6 Uhr morgens und fügte Ausnahmen für den Betrieb beleuchteter Werbeanlagen während der Öffnungszeiten am selben Ort ein. Zudem wurde der Betrieb während Sport- und Kulturveranstaltungen sowie zur Vermeidung technischer Schäden erlaubt (§ 11 EnSikuMaV).

## Mittelfristenergieversorgungssicherungsmaßnahmenverordnung
Die auf Grundlage des EnSiG erlassene Mittelfristenergieversorgungssicherungsmaßnahmenverordnung (EnSimiMaV) regelt seit 1. Oktober 2022 technische Energieeinsparmaßnahmen in Gebäuden (BGBl. I S. 1530). Eigentümer von Gebäuden mit Erdgasheizung verpflichtet sie, durch eine fachkundige Person zu prüfen, ob insbesondere eine Parameteroptimierung hinsichtlich Energieeffizienz oder ein hydraulischer Abgleich nötig sind (§ 2 EnSimiMaV). Das Ergebnis der Prüfung ist in Textform festzuhalten. Unternehmen, die durchschnittlich mehr als 10 Gigawattstunden pro Jahr verbrauchen, sind verpflichtet durch Zertifizierer, Umweltgutachter oder Energieauditoren die Umsetzung wirtschaftlicher Energieeffizienzmaßnahmen bestätigen zu lassen (§ 4 EnSimiMaV).

## Rechtspolitik
Entwürfe für weitere Gesetzesänderungen sehen die Stabilisierung von Unternehmen der Kritischen Infrastruktur im Energiesektor sowie Einzelmaßnahmen zum Energiesparen vor. Durch modifizierte Preisanpassungsrechte sollen Unternehmensinsolvenzen wegen steigender Mehrkosten einer Ersatzbeschaffung infolge von verminderten Gasimporten verhindert werden.